# サルタン (競走馬)
サルタン (Sultan) とは、イギリスの競走馬である。19世紀初頭に活躍し、種牡馬としては同時代を代表するほどに成功した。馬名は父セリムがセリム1世にちなんでいることからサルタン（スルターンの英語読み）と名づけられたのが由来。
2歳でデビューし、8歳でトライアルに勝つなど息の長い活躍を見せた。クラシック競走こそエプソムダービーでテイレシアスの2着、セントレジャーステークスは人気での惨敗と勝利にはいたらなかったものの、5歳時にニューマーケットゴールドカップ、6歳時にエプソムダービー馬グスタヴスとのマッチレースを制すなど合計14勝をあげた。ニューマーケット競馬場は得意で、勝ち星の多くがニューマーケットでのものであった。
引退後はバーレイのマーカススタッドで種牡馬入りしている。産駒のベイミドルトンは無敗で二冠を達成し、グレンコーも種牡馬として成功した。特筆すべきは2000ギニー優勝馬を5頭輩出したことで、産駒の勝ち数として同レース最多である。リーディングサイアーには1832 - 1837年の6年に渡り輝いており、この時代をリードしていた。父方直系子孫はその後微衰したが、トウルビヨンを通して現在にもつながっている。

## おもな産駒
- ベイミドルトン（2000ギニー、エプソムダービー、8戦不敗）
- ガラタ（1000ギニー、オークス、アスコットゴールドカップ）
- グレンコー（2000ギニー、アスコットゴールドカップ、米リーディングサイアー8回）
- デスティニー（1000ギニー）
- グリーンマントル（オークス）
- ほかAchmet、Augustus、Ibrahimの3頭（2000ギニー）

## 血統表
| サルタンの血統（ウッドペッカー系（ヘロド系） / Herod4･5×4･5=18.75% Eclipse4×4･5=15.63% Highflyer4×4=12.50%ほか） | サルタンの血統（ウッドペッカー系（ヘロド系） / Herod4･5×4･5=18.75% Eclipse4×4･5=15.63% Highflyer4×4=12.50%ほか） | サルタンの血統（ウッドペッカー系（ヘロド系） / Herod4･5×4･5=18.75% Eclipse4×4･5=15.63% Highflyer4×4=12.50%ほか） | （血統表の出典） | （血統表の出典） |
| 父 Selim 1802 栗毛                                                                                               | 父の父Buzzard 1787 栗毛                                                                                          | Woodpecker | Herod            | Herod            |
| 父 Selim 1802 栗毛                                                                                               | 父の父Buzzard 1787 栗毛                                                                                          | Woodpecker | Miss Ramsden     |                  |
| 父 Selim 1802 栗毛                                                                                               | 父の父Buzzard 1787 栗毛                                                                                          | Misfortune | Dux              | Dux              |
| 父 Selim 1802 栗毛                                                                                               | 父の父Buzzard 1787 栗毛                                                                                          | Misfortune | Curiosity        |                  |
| 父 Selim 1802 栗毛                                                                                               | 父の母Alexander Mare 1790 鹿毛                                                                                   | Alexander | Eclipse          | Eclipse          |
| 父 Selim 1802 栗毛                                                                                               | 父の母Alexander Mare 1790 鹿毛                                                                                   | Alexander | Grecian Princess |                  |
| 父 Selim 1802 栗毛                                                                                               | 父の母Alexander Mare 1790 鹿毛                                                                                   | Highflyer Mare                                                                                                   | Highflyer        | Highflyer        |
| 父 Selim 1802 栗毛                                                                                               | 父の母Alexander Mare 1790 鹿毛                                                                                   | Highflyer Mare                                                                                                   | Alfred Mare      |                  |
| 母 Bacchante 1809 青鹿毛                                                                                         | 母の父Williamson's Ditto 1800 鹿毛                                                                               | Sir Peter Teazle                                                                                                 | Highflyer        | Highflyer        |
| 母 Bacchante 1809 青鹿毛                                                                                         | 母の父Williamson's Ditto 1800 鹿毛                                                                               | Sir Peter Teazle                                                                                                 | Papillon         |                  |
| 母 Bacchante 1809 青鹿毛                                                                                         | 母の父Williamson's Ditto 1800 鹿毛                                                                               | Arethusa | Dungannon        | Dungannon        |
| 母 Bacchante 1809 青鹿毛                                                                                         | 母の父Williamson's Ditto 1800 鹿毛                                                                               | Arethusa | Prophet Mare     |                  |
| 母 Bacchante 1809 青鹿毛                                                                                         | 母の母Mercury Mare 1791 鹿毛                                                                                     | Mercury | Eclipse          | Eclipse          |
| 母 Bacchante 1809 青鹿毛                                                                                         | 母の母Mercury Mare 1791 鹿毛                                                                                     | Mercury | Tartar Mare      |                  |
| 母 Bacchante 1809 青鹿毛                                                                                         | 母の母Mercury Mare 1791 鹿毛                                                                                     | Herod Mare | Herod            | Herod            |
| 母 Bacchante 1809 青鹿毛                                                                                         | 母の母Mercury Mare 1791 鹿毛                                                                                     | Herod Mare | Folly F-No.8-b   |                  |